# Distretto di Xushui
Il distretto di Xushui (徐水区S, Xúshuǐ QūP) è un distretto della Cina, situato nella provincia di Hebei e amministrato dalla prefettura di Baoding.